# Aurel Persu
Aurel Persu (26. prosince 1890, Bukurešť – 5. května 1977, Bukurešť) byl rumunský konstruktér.
Vystudoval s vyznamenáním Technickou univerzitu v Berlíně. Již před první světovou válkou se věnoval výzkumu letadel a kosmických lodí. V roce 1922 sestrojil první aerodynamický automobil na světě, který měl tvar kapky a kola skrytá pod karosérií. Vůz měl činitel odporu 0,22, dosahoval rychlosti až 80 km/h a ujel 120 000 km. Měl čtyřválcový řadový motor, který vyrobila firma A-G Automobilbau Berlin, brzdy pouze na zadních kolech a postrádal diferenciál. V září 1924 konstruktér získal patent v Německu a o tři roky později v USA. O vynález měly zájem firmy General Motors a Ford Motor Company, avšak Persu jim odmítl patent prodat, dokud mu neslíbí zahájení sériové výroby, k němuž nikdy nedošlo. Prototyp aerodynamického vozu je vystaven v bukurešťském technickém muzeu.
Po návratu do vlasti Persu pracoval v brašovské továrně Industria Aeronautică Română a přednášel na Polytechnické univerzitě v Bukurešti. Po druhé světové válce byl z univerzity propuštěn a živil se jako hráč na violoncello ve filmovém orchestru.